# Драгомир Тошич
Драгомир Тошич  (сербохорв. Dragomir Tošić / Драгомир Тошић, нар. 8 листопада 1909, Белград  — пом. 20 червня 1985, там само) —  югославський футболіст, що грав на позиції захисника. Відомий виступами за клуб БСК, а також національну збірну Югославії. Дворазовий чемпіон Югославії. 

## Клубна кар'єра
Є вихованцем футбольного клубу БСК. 
В першій команді почав грати з 1929 року.  У 1929 і 1930 роках ставав з командою переможцем чемпіоном Белграда. 
Здобув з БСК першу і історії перемогу у національному чемпіонаті у першості 1931 року. Перемога вийшла дуже впевненою, адже столичний клуб виграв усі 10 матчів турніру, випередивши найближчого переслідувача загребську «Конкордію» на 9 очок. Тошич зіграв в усіх 10 матчах змагань. Лідерами тієї команди були Милорад Арсеньєвич, Александар Тирнанич, Благоє Мар'янович, Джордже Вуядинович, Любиша Джорджевич, провідні гравці національної збірної.
Також здобував титул чемпіона Югославії у 1933, зігравши у 18 матчах турніру. 
| Дата       | Місто        | Господарі  | Результат | Гості          | Турнір            | Голи | Примітки |
| ---------- | ------------ | ---------- | --------- | -------------- | ----------------- | ---- | -------- |
| 03.08.1930 | Буенос-Айрес | Аргентина  | 3 – 1     | Югославія      | товариський матч  | -    |          |
| 04.10.1931 | Софія        | Болгарія   | 3 – 2     | Югославія      | Балканський кубок | -    |          |
| 25.10.1931 | Познань      | Польща     | 6 – 3     | Югославія      | товариський матч  | -    |          |
| 24.04.1932 | Ов'єдо       | Іспанія    | 2 – 1     | Югославія      | товариський матч  | -    |          |
| 03.05.1932 | Лісабон      | Португалія | 3 – 2     | Югославія      | товариський матч  | -    |          |
| 05.06.1932 | Белград      | Югославія  | 2 – 1     | Франція        | товариський матч  | -    |          |
| 30.04.1933 | Белград      | Югославія  | 1 – 1     | Іспанія        | товариський матч  | -    |          |
| 07.05.1933 | Цюрих        | Швейцарія  | 4 – 1     | Югославія      | товариський матч  | -    |          |
| 06.08.1933 | Загреб       | Югославія  | 2 – 1     | Чехословаччина | товариський матч  | -    |          |
| 10.09.1933 | Варшава      | Польща     | 4 – 3     | Югославія      | товариський матч  | -    |          |
| 24.09.1933 | Белград      | Югославія  | 2 – 2     | Швейцарія      | Відбір до ЧС 1934 | -    |          |
| Усього     |              | Матчів     | 11        |                | Голів             | 0    |          |

## Після завершення ігрової кар'єри
З 1935 по 1941 рік тренував у команді «Борац» з міста Чачак. Пізніше закінчив суддівські курси. З 1949 по 1959 рік працював на різних посадах у футбольній федерації.
Також працював інженером до 1974 року, коли пішов на пенсію. Помер 20 червня 1985 року у Белграді. 

## Трофеї і досягнення
- Чемпіон Югославії: 1930-31, 1932-33, 1934-35
- Срібний призер чемпіонату Югославії: 1929
- Чемпіон футбольної асоціації Белграда: 1929, 1930
- Півфіналіст чемпіонату світу: 1930